# Корсаков, Антон Валентинович
Антон Валентинович Корсаков (род. 12 декабря 1980, Ленинград, СССР) — российский артист балета, первый солист Мариинского театра, главный балетмейстер Санкт-Петербургского Театра Балета им. П. И. Чайковского (с 2015). Заслуженный артист Российской Федерации (2010).

## Биография
Антон Корсаков родился 12 декабря 1980 года в Ленинграде.
Родители — артисты балета, выпускники Ленинградского хореографического училища (1969 год). Отец — Прудников Валентин Михайлович (1951 г. рожд.), солист «Ленконцерте» с 1970 года. Мать — Корсакова Надежда Степановна (1951 г. рожд.), солистка балета в Санкт-Петербургской Консерватории, с 1971 года — артистка балета в труппе Ленинградском ордена Ленина государственном академическом Малом театре оперы и балета, с 1977 года — сольная карьера в «Ленконцерте», в настоящее время — педагог в балетных школах.
Антон Корсаков окончил Академию Русского балета имени Вагановой (класс К. Шатилова) в 1998 году.
В период обучения, с 1996 года, стажировался в Мариинском театре, где исполнил такие партии, как вставное Па-де-де из балета «Жизель» и Па-де-труа.
Сразу после окончания Академии был принят в труппу Мариинского театра, где стал Первым солистом театра (1998 год).
В 2015 году был приглашен на должность главного балетмейстера в Санкт-Петербургский Театр Балета им. П.И. Чайковского. За этот период под руководством Антона Корсакова впервые вышли на сцену молодые артисты, которые показали себя в таких партиях, как принц Зигфрид, Шут, Ротбарт (балет «Лебединое озеро»), Принц (балет «Щелкунчик»), Хулиган (балет "Барышня и Хулиган), Па-де-труа (балет «Фея кукол») и множество других известных партий классического балета.

## Творчество
- «Танцовщик года» по результатам опроса критиков журнала «Dancer of Europe» в 2005 году
- Один из первых исполнителей партии Принца в балете «Щелкунчик», постановка Михаила Шемякина, хореография Кирилла Симонова на сцене Мариинского театра.
- 23 февраля 2014 года принимал участие в театрализованной церемонии закрытия XXII зимних Олимпийских игр в Сочи в роли Призрака розы.

- В качестве приглашенного солиста исполнял партию Джеймса из балета «Сильфида» в оперном театре «Ла Скала», Милан;
- Исполнял партии принца Дезире (балет «Спящая красавица») и принца Зигфрида (балет «Лебединое озеро») в Римской опере;
- Участвовал в спектаклях с труппой Американского театра балета.

В репертуаре танцовщика ведущие партии в балетах:
- «Сильфида» (Джеймс) — хореография Августа Бурнонвиля в редакции Эльзы-Марианны фон Розен;
- «Жизель» (граф Альберт, Классический дуэт) — хореография Жана Коралли, Жюля Перро, Мариуса Петипа;
- «Баядерка» (Солор, Божок) — хореография Мариуса Петипа, редакция Владимира Пономарева и Вахтанга Чабукиани;
- «Спящая красавица» (принц Дезире, Голубая птица, женихи принцессы) — хореография Мариуса Петипа, редакция Константина Сергеева;
- «Лебединое озеро» (Зигфрид, Друзья принца) — хореография Мариуса Петипа и Льва Иванова, редакция Константина Сергеева;
- «Раймонда» (Grand pas, Бернар) — хореография Мариуса Петипа, редакция Константина Сергеева;
- «Корсар» (Али, Ланкедем) — постановка Петра Гусева на основе композиции и хореографии Мариуса Петипа;
- «Дон Кихот» (Базиль) — хореография Александра Горского;
- балеты Михаила Фокина: «Шопениана» (Ноктюрн, Мазурка, Седьмой вальс), «Видение розы», «Шехеразада» (Раб Зобеиды), «Петрушка» (Петрушка);
- «Бахчисарайский фонтан» (Вацлав) — хореография Ростислава Захарова;
- «Барышня и хулиган» (Хулиган) — хореография Константина Боярского;
- «Ромео и Джульетта» (Ромео) — хореография Леонида Лавровского;
- балеты Джорджа Баланчина: «Симфония до мажор» (I. Allegro vivo, III. Allegro vivace, IV. Allegro vivace), «Драгоценности» («Изумруды», «Рубины»), «Аполлон» (Аполлон), «Серенада», *"Четыре темперамента" (Меланхолик), Pas de deux на музыку П. И. Чайковского;
- «Этюды» — хореография Харальда Ландера;
- Now and Then — хореография Джона Ноймайера;
- «Щелкунчик» (Щелкунчик-принц) — постановка Михаила Шемякина, хореография Кирилла Симонова;
- «Завод Болеро» (Чревоугодие) — хореография Юрия Смекалова.

Также в репертуаре:
Pas de six из балета «Маркитантка» — хореография Артура Сен-Леона.
С труппой Мариинского театра гастролировал в Европе, США, Китае, Японии.

## Личная жизнь
Жена — Лариса Корсакова (Люшина), 1991 г. рожд. — ведущая солистка балета. Лауреат и дипломант Международных конкурсов балета.

## Награды и звания
- Заслуженный артист Российской Федерации (2010 год);
- Лауреат Международного конкурса «Vaganova-Prix» (Петербург, 1998);
- Лауреат премии «Балтика»;
- Обладатель медали от Президента РФ за участие в закрытии Олимпийских игр в Сочи 2014;
- Лауреат первой степени международного конкурса «Helsinki International Ballet Competition» в Финляндии (2001);